# Municipio de Thorpe
El municipio de Thorpe (en inglés: Thorpe Township) es un municipio ubicado en el condado de Hubbard en el estado estadounidense de Minnesota. En el año 2010 tenía una población de 49 habitantes y una densidad poblacional de 0,53 personas por km².

## Geografía
El municipio de Thorpe se encuentra ubicado en las coordenadas 47°6′55″N 94°51′48″O / 47.11528, -94.86333. Según la Oficina del Censo de los Estados Unidos, el municipio tiene una superficie total de 93.15 km², de la cual 90,21 km² corresponden a tierra firme y (3,16 %) 2,94 km² es agua.

## Demografía
Según el censo de 2010, había 49 personas residiendo en el municipio de Thorpe. La densidad de población era de 0,53 hab./km². De los 49 habitantes, el municipio de Thorpe estaba compuesto por el 100 % blancos. Del total de la población el 0 % eran hispanos o latinos de cualquier raza.